# Solarygrafia

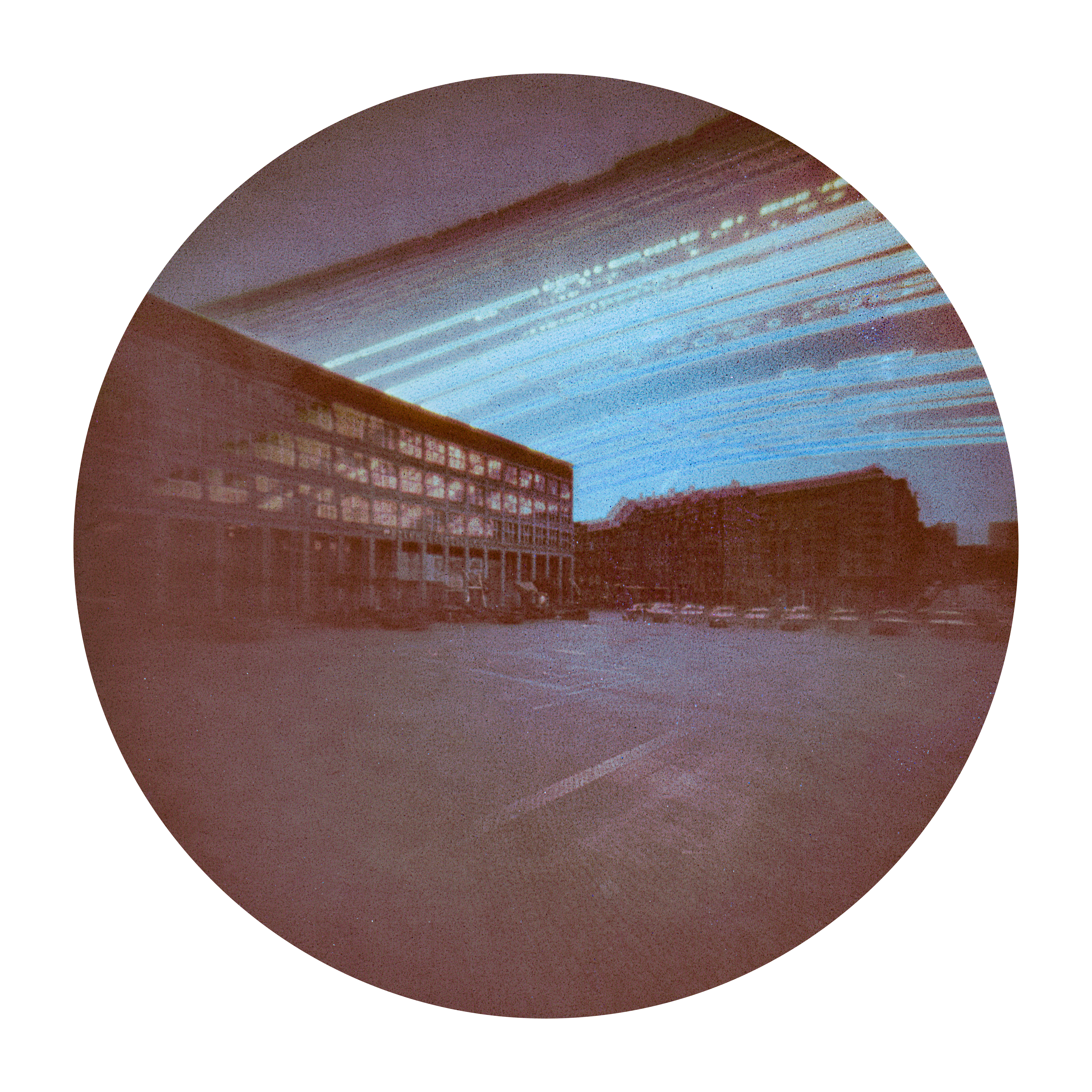
Zdjęcie wykonane techniką solarygrafii

Solarigrafia (solarygrafia) – technika negatywowa, której efektem jest otrzymanie zdjęcia z wyraźnymi śladami wędrówki Słońca na nieboskłonie zgodnie z założeniami Projektu Solaris.
Do tej techniki używa się aparatów otworkowych najczęściej tworzonych przez samych autorów oraz konstrukcji z obiektywami soczewkowymi. Materiałem światłoczułym umieszczonym wewnątrz aparatu jest czarno-biały papier fotograficzny zawierający sole srebra, który pod wpływem długotrwałej ekspozycji ciemnieje dając obraz negatywowy. Zjawisko ciemnienia soli srebra pod wpływem światła było znane na długo przed wynalezieniem fotografii w 1839 roku.
Solarigrafia jest techniką negatywową. Przy bardzo obfitym naświetleniu (szczególnie w miejscach, gdzie pojawia się obraz linii Słońca) może wystąpić zjawisko klasycznej solaryzacji i częściowe odwrócenie obrazu na pozytyw. Po zakończeniu naświetlania pomija się cały proces chemiczny a jedyną czynnością może być ewentualne utrwalenie w utrwalaczu. Tak uzyskany negatyw może być zreprodukowany cyfrowo i odwrócony na pozytyw w programie graficznym. Solarigrafia nieutrwalona jest nadal wrażliwa na światło i przez to nietrwała. Istnieje także możliwość wykonania pozytywu analogowymi metodami fotograficznymi poprzez kopiowanie stykowe. Metoda ta daje możliwość stosowania bardzo długich czasów naświetlania (rzędu kilku, kilkunastu miesięcy a nawet lat). Najczęstszymi miejscami montowania aparatów solarigraficznych bywają balkony, parapety, drzewa, fasady budynków, pojazdy, itp.